# Ivan Vitić
Ivan Vitić (Šibenik, 21. veljače 1917. – Zagreb, 21. prosinca 1986.), hrvatski arhitekt.
Završio je Tehnički fakultet u Zagrebu, nakon čega je od 1941. do 1943. radio kao asistent na Katedri za arhitektonske kompozicije, a zatim kao suradnik Alfreda Albinija. Na fakultetu je također od 1951. do 1965. godine vodio Projektni biro „Vitić” (kasnije poznat pod imenom „AB 17”). Od 1945. do 1946. godine radio je u Ministarstvu graditeljstva Narodne Republike Hrvatske, a zatim je prešao u tada osnovani Arhitektonski projektni zavod; od 1947. do 1950. radio je kao arhitekt Ministarstva vanjskih poslova FNRJ.
Projektirao je više obiteljskih vila u Zagrebu, školu u Šibeniku, Pionirski grad (danas Grad Mladih) u Zagrebu, stambene zgrade u Zadru, motele Sljeme u Biogradu, Trogiru i Rijeci, kao i tipološki isti objekt, motel Košuta kod Kragujevca, Srbija; Domove JNA u Šibeniku, Splitu, Komiži. Vrhunac njegovog stvaralaštva označilo je projektiranje i izgradnja tadašnje Zgrade društveno-političkih organizacija (kolokvijalni naziv Zgrada CK SKH) u Zagrebu od 1961. do 1968. godine, danas popularne pod imenom Kockica. Po urbanoj dispoziciji i oblikovanju te stambenoj tipologiji ističe se njegov stambeni sklop na uglu Laginjine i Vojnovićeve ulice u Zagrebu (1958).
Suvremenu arhitekturu jasnih kubičnih volumena i živa kolorita s izrazitim mediteranskim značajkama često interpolira u stare ambijente dalmatinskih gradova (Zadar, Šibenik, Komiža, Split). Bavio se regulacijom povijesnih dijelova gradova (obala u Šibeniku, Frankopanska ulica u Zagrebu, središte Mostara i Zadra).
Danas Kulturni centar u Komiži nosi ime Ivana Vitića.

## Galerija
- Stambena zgrada na križanju Laginjine i Vojnovićeve ulice, Zagreb (1958.)
- Knjižnica u Šibeniku (bivši Dom JNA, 1961.)
- Kockica, Zagreb (1968.)

## Vanjske poveznice
- Arhitektura br. 217: Ivo Vitić  Arhivirana inačica izvorne stranice od 4. svibnja 2014. (Wayback Machine), Udruženje hrvatskih arhitekata
- Igor Brešan: Trogir će priznati Ivana Vitića, Slobodna Dalmacija, 13. siječnja 2014.
- Vitić, Ivan Hrvatska tehnička enciklopedija, portal hrvatske tehničke baštine. LZMK